# Athis-Mons
 Athis-Mons  es una población y comuna francesa, en la región de Isla de Francia, departamento de Essonne, en el distrito de Palaiseau. Es la cabecera y mayor población del cantón de su nombre.
Constituida en 1817 por la unión de las aldeas de Athis y Mons

## Demografía
| 338 | 423 | 435 | 690 | 705 | 724 | 803 | 771 | 788 | 780 | 854 | 910 | 976 | 1 038 | 1 333 | 1 591 | 2 027 | 2 612 | 3 494 | 4 627 | 6 116 | 7 969 | 10 033 | 10 962 | 8 414 | 14 120 | 24 004 | 27 640 | 30 737 | 28 496 | 29 123 | 29 427 | 30 462 |
| Para los censos de 1962 a 1999 la población legal corresponde a la población sin duplicidades (Fuente: INSEE [Consultar]) |     |     |     |     |     |     |     |     |     |     |     |     |       |       |       |       |       |       |       |       |       |        |        |       |        |        |        |        |        |        |        |        |

Forma parte de la aglomeración urbana de París.